# Plastic (locale)
Il Plastic è uno storico locale notturno di Milano, considerato il locale del divertimento alternativo più noto del capoluogo lombardo.

## Storia
Nasce nel dicembre 1980 da un'idea di Lucio Nisi, il titolare, e Nicola Guiducci, creativo e dj, a cui nel tempo si sono affiancati Rosangela "Pinky" Rossi e Sergio Tavelli.
Il locale si è fatto conoscere anche per le frequentazioni di personaggi ed artisti di fama internazionale: Madonna, Elton John, Andy Warhol, Freddie Mercury, Prince, Paul Young, Bruce Springsteen, Keith Haring che insieme a Grace Jones, per passarci una serata, prendeva appositamente l'aereo.
Attualmente viene frequentato da personaggi della moda, come ad esempio Stefano Gabbana, Tea Hacic, Giambattista Valli e Alessandro Dell'Acqua, Francesco Scognamiglio, dell'arte come Maurizio Cattelan e Francesco Vezzoli.
Caratteristica del Plastic è una rigida selezione all'ingresso, con un occhio di riguardo verso gli habitué.
Una serata di tendenza è quella del venerdì, chiamata "London Loves", che precede il celeberrimo sabato "House Of Bordello".
Nel 2006 è uscito un libro fotografico per festeggiare i 25 anni del locale, con gli scatti realizzati dallo staff e dai clienti più affezionati dal 1980 ad oggi.
Nel 2012 è stato spostato dalla sua storica collocazione di Viale Umbria, 120. Oggi risiede, con il nuovo soprannome "Plastic Palace" in Via Gargano, 15, nei pressi di Viale Ortles.
Sempre nel 2012 l'artista newyorkese Lola Montes Schnabel ha dichiarato, in un'intervista su Vogue, di non essere particolarmente un'amante delle discoteche ma di aver apprezzato il Plastic durante il suo soggiorno a Milano in occasione della terza edizione di Carte Blanche, iniziativa con cui Sportmax apre all'arte e al design.
Nel febbraio 2014 è stato presentato a Milano il film "This is Plastic. Il documentario" diretto da Patrizio Saccò, racconto dei primi 32 anni di attività e del passaggio alla nuova sede.
Il 17 novembre 2019 viene data notizia della morte, all'età di 71 anni, di Lucio Nisi, creatore e anima del locale.